# Laurier
Laurier (Laurus nobilis) is een plant uit de laurierfamilie (Lauraceae). De plant wordt in de keuken als kruid toegepast. De struik of boom kan 100 jaar oud worden. Volgens Flora Cretica kan hij een stamdiameter van 1 meter en een hoogte van 20 meter bereiken.
Laurierbladeren zijn ongeveer 5 cm lang en worden (meestal gedroogd) gebruikt in stoofpotten en soepen, waarbij de laurier langere tijd moet meestoven om de smaak tot zijn recht te laten komen. Het blad kan niet opgegeten worden, want het blijft hard. Laurier wordt ook gebruikt in laurierdrop waarin de sterke lauriersmaak naar voren komt.
De witachtige bloemen staan in schermen in de bladoksels. De vruchten zijn eivormige, besachtige steenvruchten die als ze rijp zijn zwart kleuren.
Laurier is afkomstig uit vooral het oostelijk Middellandse Zeegebied. In Nederland wordt laurier gekweekt als kuipplant omdat de plant niet volledig winterhard is. Toch zal laurier een matige Nederlandse winter wel overleven, zeker in de kuststreken en als er genoeg beschutting is.
In de klassieke oudheid was laurier een symbool voor de overwinning. Overwinnaars werden getooid met een lauwerkrans, gemaakt van laurierbladeren. In de stripverhalen van Goscinny en Uderzo over Asterix en Obelix wordt Julius Caesar dan ook altijd met een lauwerkrans afgebeeld. De term laureaat is een overblijfsel van deze symboliek. Verder is nog een aantal uitdrukkingen op laurier gebaseerd, bijvoorbeeld "op zijn lauweren rusten", "gelauwerd zijn", "lauweren oogsten". De christelijke symboliek nam laurier ook over als zinnebeeld voor overwinning en onvergankelijkheid.
De naam laurier wordt ten onrechte ook wel gebruikt voor de veel aangeplante laurierkers (Prunus laurocerasus).

## Gebruik als kruid
In sauzen, zuurkool, rodekool, stamppot, groentesoepen, marinades, ingelegde augurken, komkommer en rode bieten kunnen laurierbladeren worden gebruikt. Laurierbladeren bezitten een aroma dat bij heel veel spijzen past; zelden wordt een gerecht door laurierbladeren bedorven. Het is een aromatisch-bitter kruid. De bladeren kunnen rustig worden meegekookt en voor het opdienen worden verwijderd. Het blad zelf wordt niet gegeten.

## Gebruik als medicijn
Aan laurier worden vele heilzame eigenschappen toegekend. Het zou goed zijn tegen bovenste luchtweginfecties/griep, tandpijn, aften, sinusitis, keelpijn en bronchitis. Ook zou het vochtafdrijvend zijn, de eetlust opwekken en de spijsvertering bevorderen en een natuurlijk antidepressivum zijn. Bewijs voor deze claims is echter nooit geleverd in klinisch onderzoek. De weinige literatuur hierover betreft in-vitro-onderzoek.
Ook wordt de olie van laurier gebruikt in aromatherapie tegen spierpijn, zenuwpijn en verrekking. De enige publicatie hierover in een peer reviewed tijdschrift betreft het vermoeden op een allergische reactie.

## Cultivar
Laurus nobilis 'Angustifolia' (dan wel Laurus nobilis f. angustifolia) is een cultivar (dan wel vorm) van de laurier met groene, langwerpige bladeren. De aanduiding angustifolia verwijst naar het smalle, wilgevormige blad, evenals de aanduiding salicifolia in het synoniem: Laurus nobilis 'Salicifolia'.

## Afbeeldingen

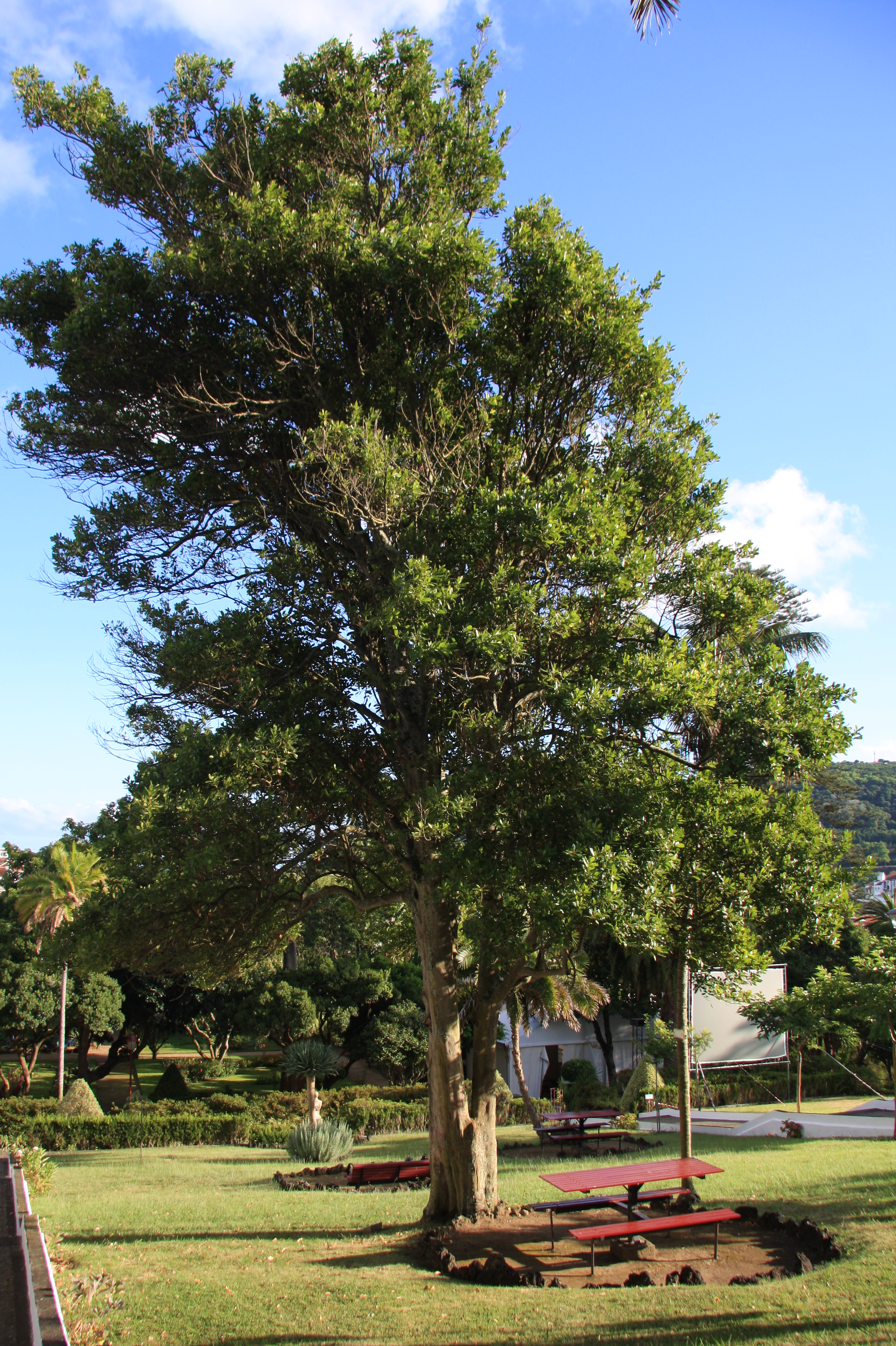
Een grote laurierboom in een park in Portugal
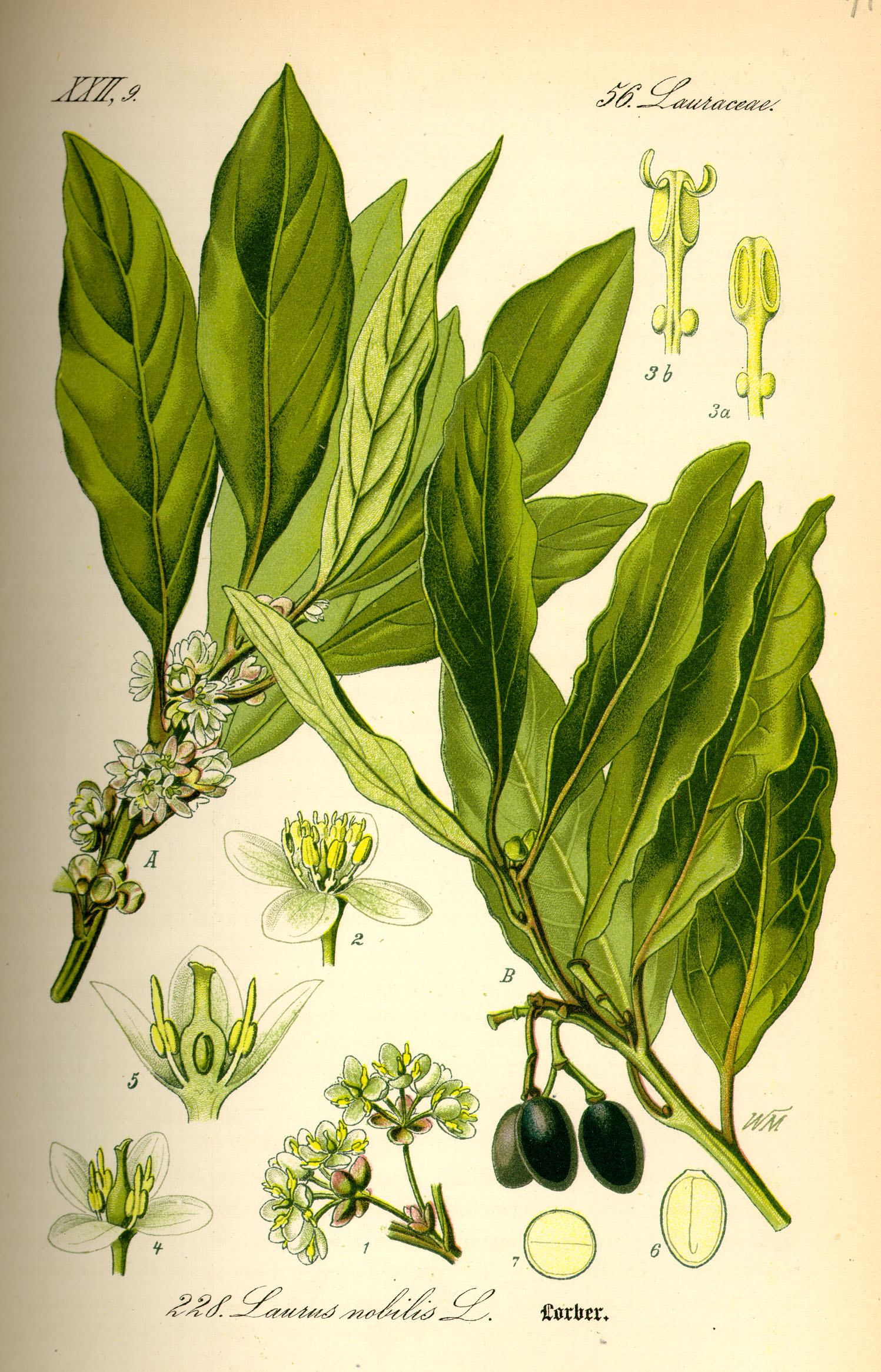
Botanische illustratie door Otto Wilhelm Thomé (1885)
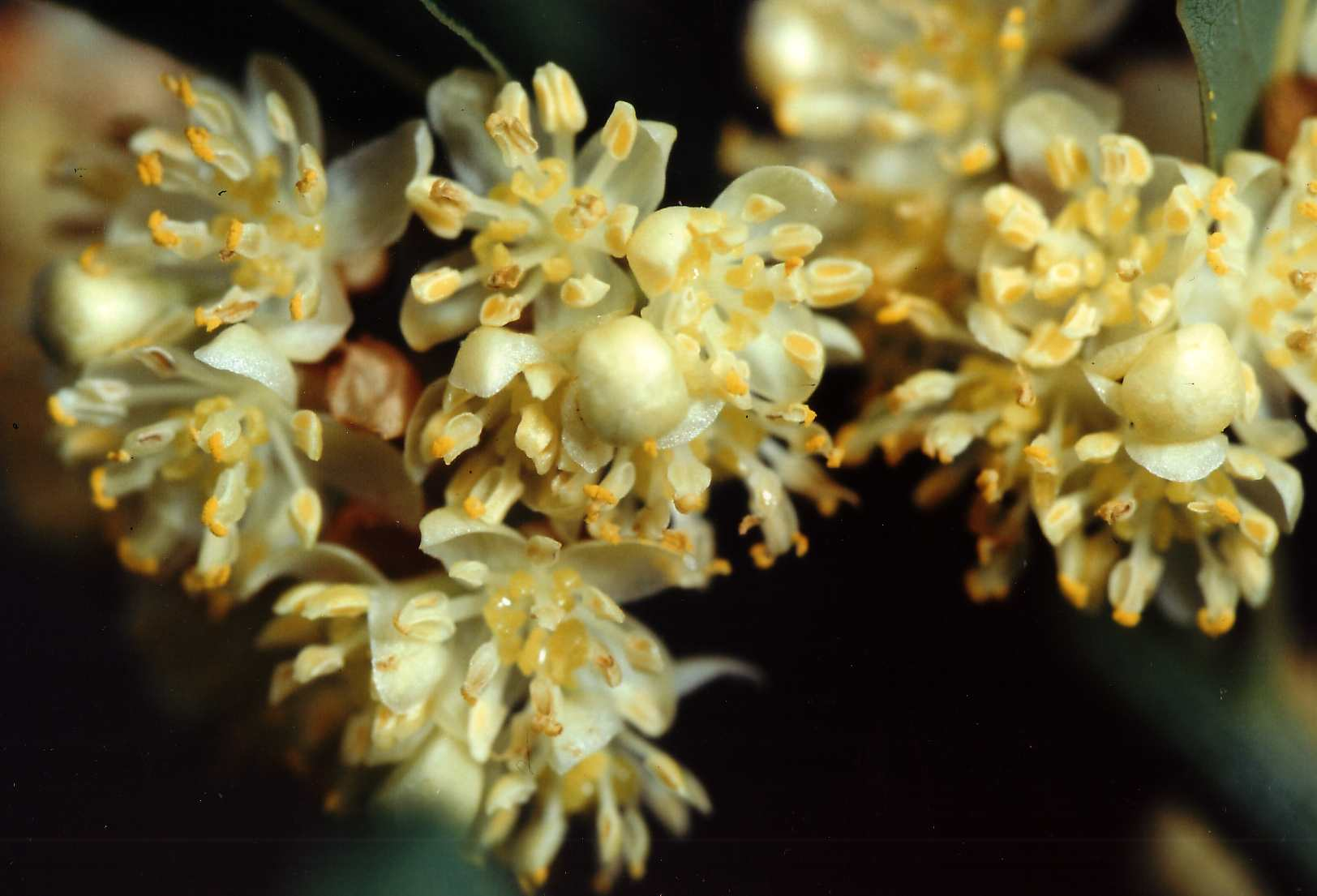
Bloemen
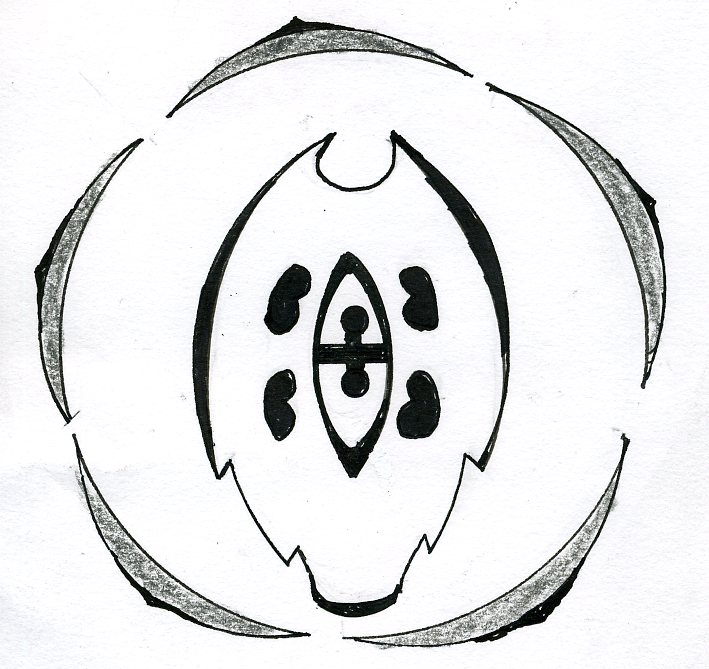
Bloemdiagram
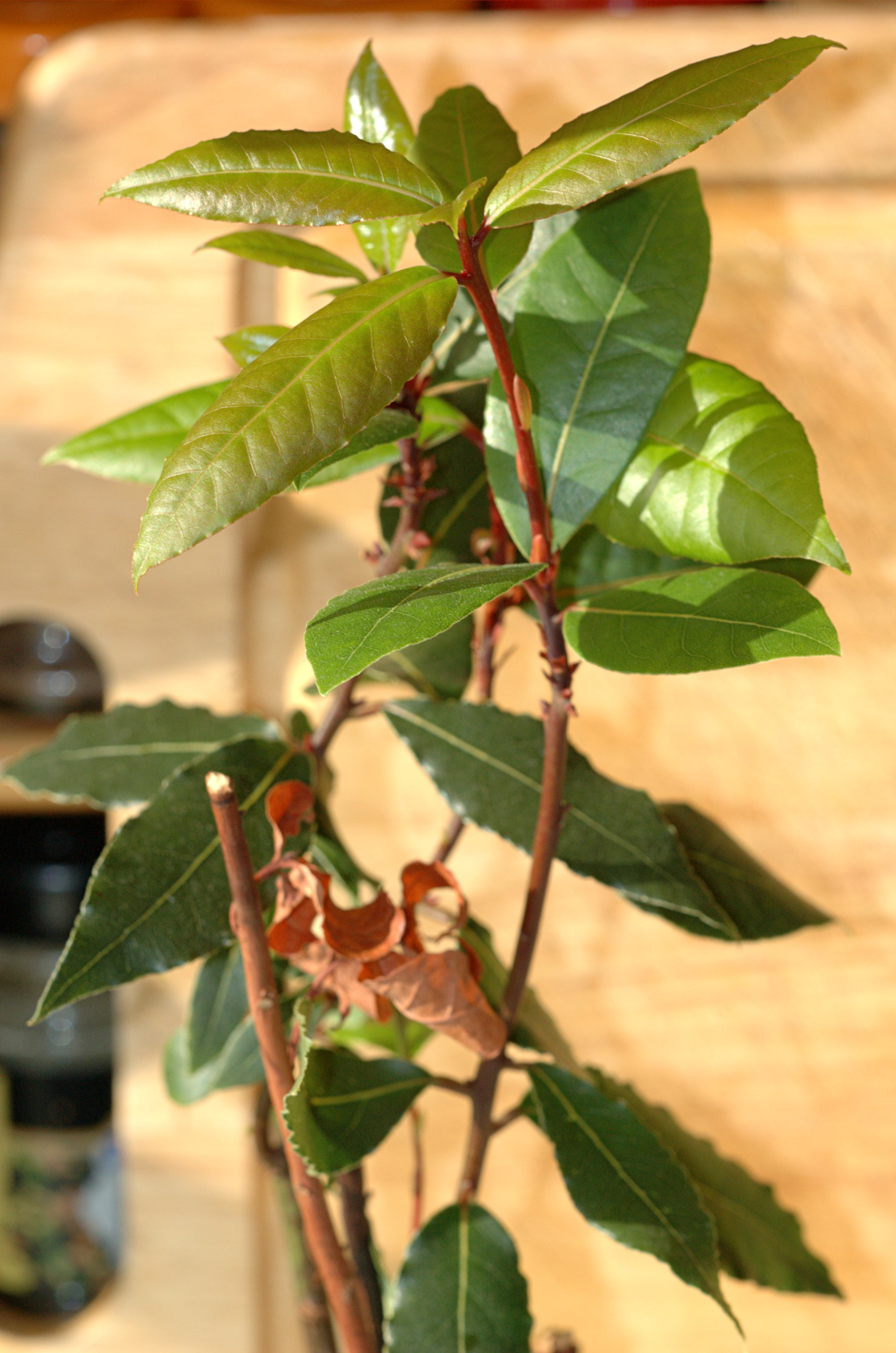
Laurier
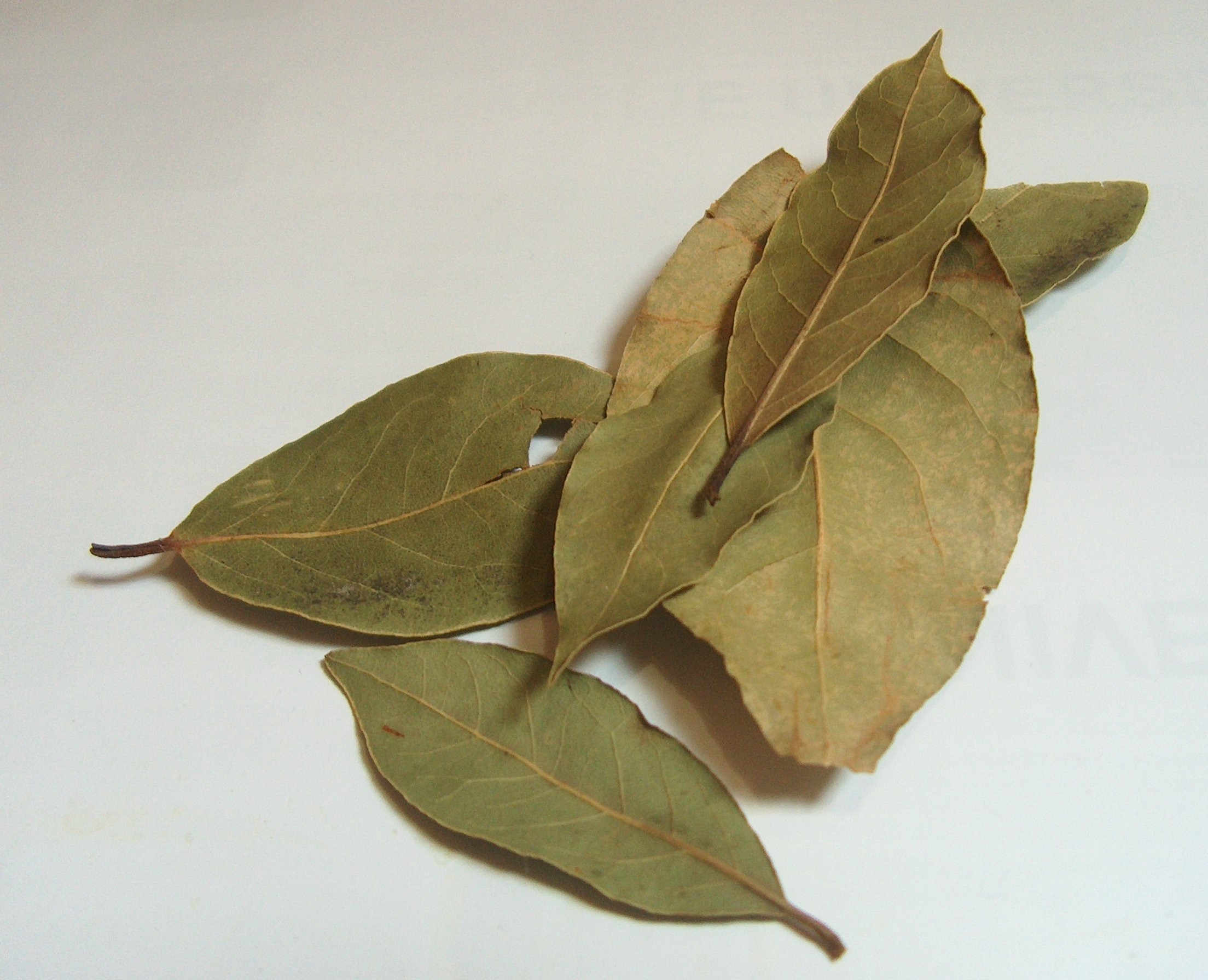
Gedroogde laurierbladeren
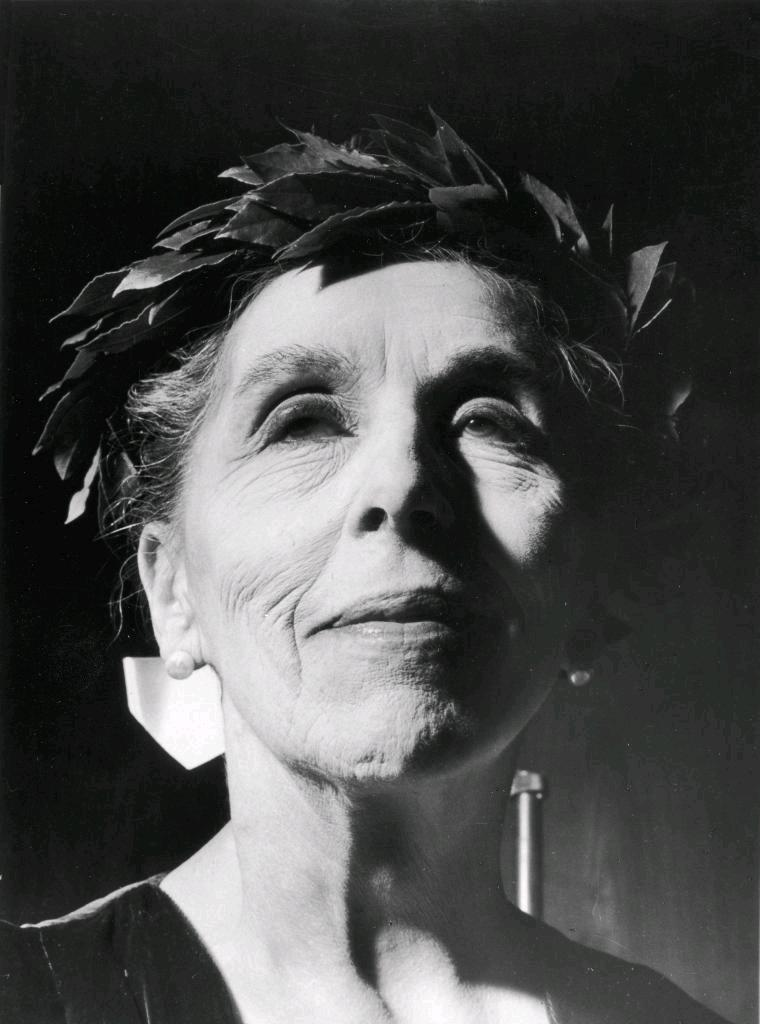
Deens schrijfster Karen Blixen met een lauwerkrans om (1952, bij het winnen van de 'De Gyldne Laurbær'-prijs)